# Gunilde
Gunilde  è un nome proprio di persona italiano femminile.

## Varianti
- Femminili: Gundilda[1]

### Varianti in altre lingue
- Danese: Gunhild[2][3], Gunnhild[2][3][4]
- Germanico: Gundihild[5], Gundehildis[5], Gunthildis[5]
- Inglese: Gunilda, Gundilda
- Islandese: Gunnhildur[2]
- Latino medievale: Gunilda[4]
- Norreno: Gunnhildr[2][4][5]
- Norvegese: Gunhild[2][3], Gunhilda[2], Gunnhild[2][3][4]
- Svedese: Gunhild[2][3], Gunnhild[3][4], Gunhilda[2], Gunilla[2], Gunnel[2]

## Origine e diffusione

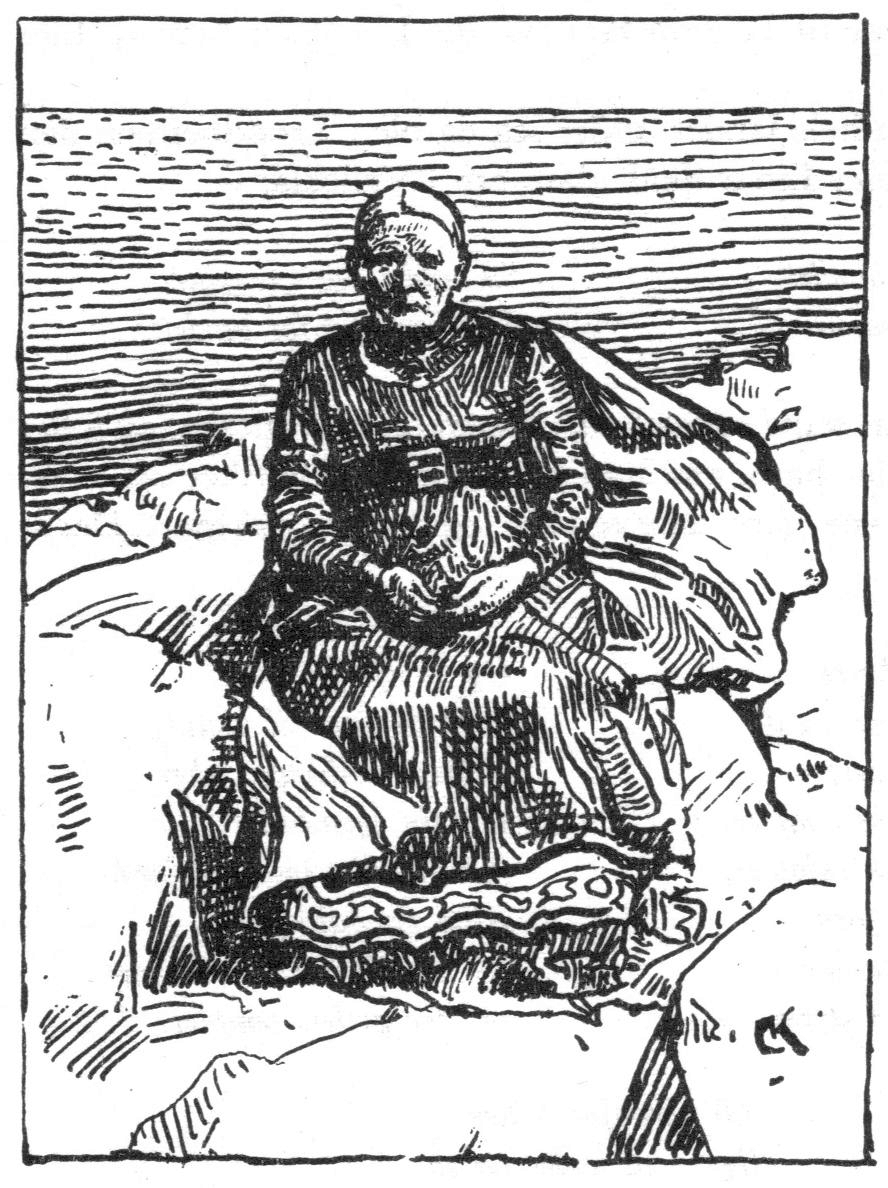
Gunnhild da anziana in un'illustrazione di Christian Krohg

Deriva dal nome norreno Gunnhildr, composto dagli elementi gunnr ("guerra") e hildr ("battaglia") e privo di un significato complessivo ben definito; il secondo elemento è molto comune nell'onomastica germanica e si ritrova anche in diversi altri nomi quali Ildegonda (composto con gli stessi elementi, ma invertiti), Batilde, Romilda, Matilde, Crimilde, Griselda, Reinilde e via dicendo.
Il nome venne portato da Gunnhild, una semi-leggendaria regina di Norvegia, moglie di Erik "Ascia Insanguinata", che secondo il mito era così potente che i suoi figli non si facevano chiamare con il patronimico ("Eiriksson") come di consueto, ma con il matronimico ("Gunnhildson"), nonché da Gunhildr di Venedia, una parimenti semi-leggendaria principessa polacca che sarebbe stata moglie di Sweyn I di Danimarca.
Curiosamente, il nome appare in un inventario anglo-latino delle munizioni del castello di Windsor, risalente al 1330, in cui si fa riferimento ad una singola grande balestra scrivendo [...] una magna balista de cornu, quae vocatur domina Gunilda [...]; tramite un processo deonomastico, il nome è apparentemente passato in medio inglese come gonnilde ("cannone") e quindi come gunne (indicante un qualsiasi marchingegno da guerra che lancia proiettili tramite una forza esplosiva), per giungere infine all'inglese moderno gun ("pistola", "arma da fuoco").

## Onomastico
Non ci sono sante con questo nome, che è quindi adespota; l'onomastico si può festeggiare il 1º novembre, giorno di Ognissanti.

## Persone
- Gunilde, regina di Germania

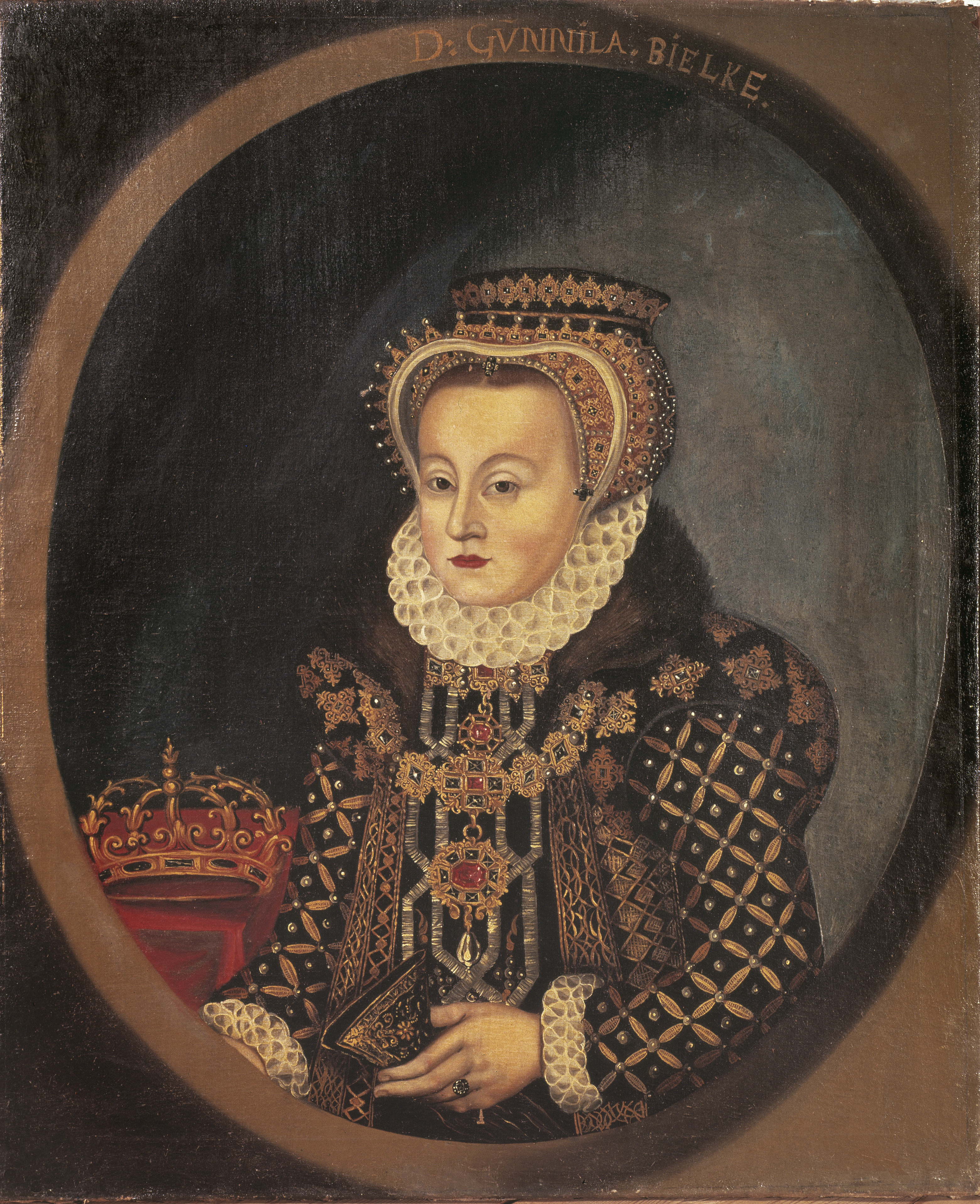
Gunilla Bielke

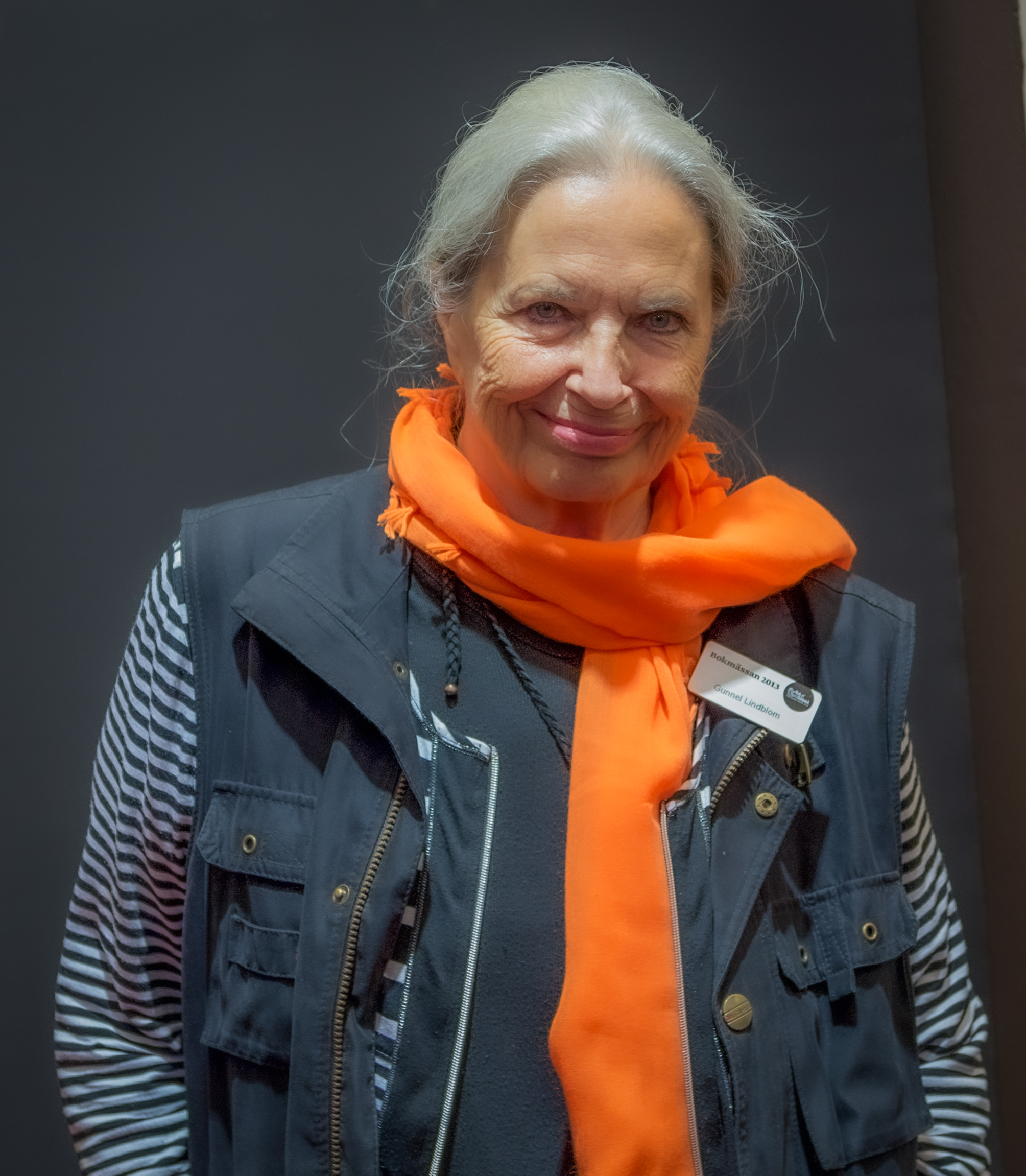
Gunnel Lindblom

- Gunilde del Wessex, nobile anglosassone

### Variante Gunhild
- Gunhild Carling, cantante e polistrumentista svedese
- Gunhild Hoffmeister, mezzofondista e politica tedesca
- Gunhild Larking, altista svedese

### Variante Gunilla
- Gunilla Bielke, regina di Svezia
- Gunilla Lundgren, scrittrice svedese

### Variante Gunnel
- Gunnel Ahlin, scrittrice svedese
- Gunnel Lindblom, attrice e regista svedese

### Altre varianti
- Gunnhildur Yrsa Jónsdóttir, calciatrice islandese
- Gunnhildr Sveinsdóttir, regina di Svezia e di Danimarca